# سیارک ۲۵۷۶۸
سیارک ۲۵۷۶۸ (به انگلیسی: 25768 Nussbaum، نامگذاری:2000CD24)۲۵۷۶۸مین سیارک کشف شده‌است که در ۰۲ فوریه ۲۰۰۰ کشف شد.